# Бутиљера Алта
Бутиљера Алта (итал. Buttigliera Alta) је насеље у Италији у округу Торино, региону Пијемонт.
Према процени из 2011. у насељу је живело 3443 становника. Насеље се налази на надморској висини од 410 м.

## Становништво
| 1936. | 1951. | 1961. | 1971. | 1981. | 1991. | 2001. | 2011. |
| ----- | ----- | ----- | ----- | ----- | ----- | ----- | ----- |
| 2.191 | 2.287 | 2.422 | 3.127 | 5.301 | 6.605 | 6.541 | 6.386 |